# Posienicze
Posienicze (biał. Пасянічы; ros. Посеничи) – wieś na Białorusi, w obwodzie brzeskim, w rejonie pińskim, w sielsowiecie Ośnieżyce, przy węźle drogi magistralnej M10 z drogą republikańską R6.
W dwudziestoleciu międzywojennym Posienicze i Iwaniki leżały w Polsce, w województwie poleskim, w powiecie pińskim, do 18 kwietnia 1928 w gminie Stawek, następnie w gminie Żabczyce. Po II wojnie światowej w granicach Związku Sowieckiego. Od 1991 w niepodległej Białorusi.

## Iwaniki
Współcześnie Posienicze obejmują także dawną osadę Iwaniki. Wyróżniała się ona jej mieszkańcami - zamieszkała była przez Żydów trudniących się rolnictwem, będąc jedną z nielicznych miejscowości tak na ziemiach polskich, jak i w carskiej Rosji, mających taką strukturę społeczną. Powstała na fali osadnictwa wiejskiego Żydów, w latach 60. XIX w. W reportażu Ksawerego Pruszyńskiego z 1936 autor zauważa, że wygląd wsi nie różnił się od wyglądu okolicznych biednych wsi zamieszkałych przez Białorusinów. Stwierdza także, że w relacjach mieszkańców Iwanik z chłopami z sąsiednich wsi brak jest zjawiska antysemityzmu.
W 1938 Iwaniki zostały administracyjnie przyłączone do Posienicz. Mieszkańcy Iwanik, którzy wcześniej nie wyemigrowali, zostali podczas II wojny światowej wymordowani przez Niemców.